# Tours Citylights
Les tours Citylights, anciennement tours du Pont-de-Sèvres sont un ensemble de trois tours situé à Boulogne-Billancourt (France). 

## Construction initiale
La tour comporte 29 étages pour 100 mètres. La construction de la tour a été achevée en 1975.

## Rénovation de l'ensemble
La rénovation du complexe, pilotée par Dominique Perrault, s'est étalée de 2007 à 2016 et a permis l'augmentation de la surface de 10 % de façon à accueillir jusqu'à 4 000 salariés. Désormais appelé « CityLights », l'ensemble est organisé en trois bâtiments (C1, C2 & C3) et 10 « pétales » hexagonaux reliés par un vaste hall appelé Agora.

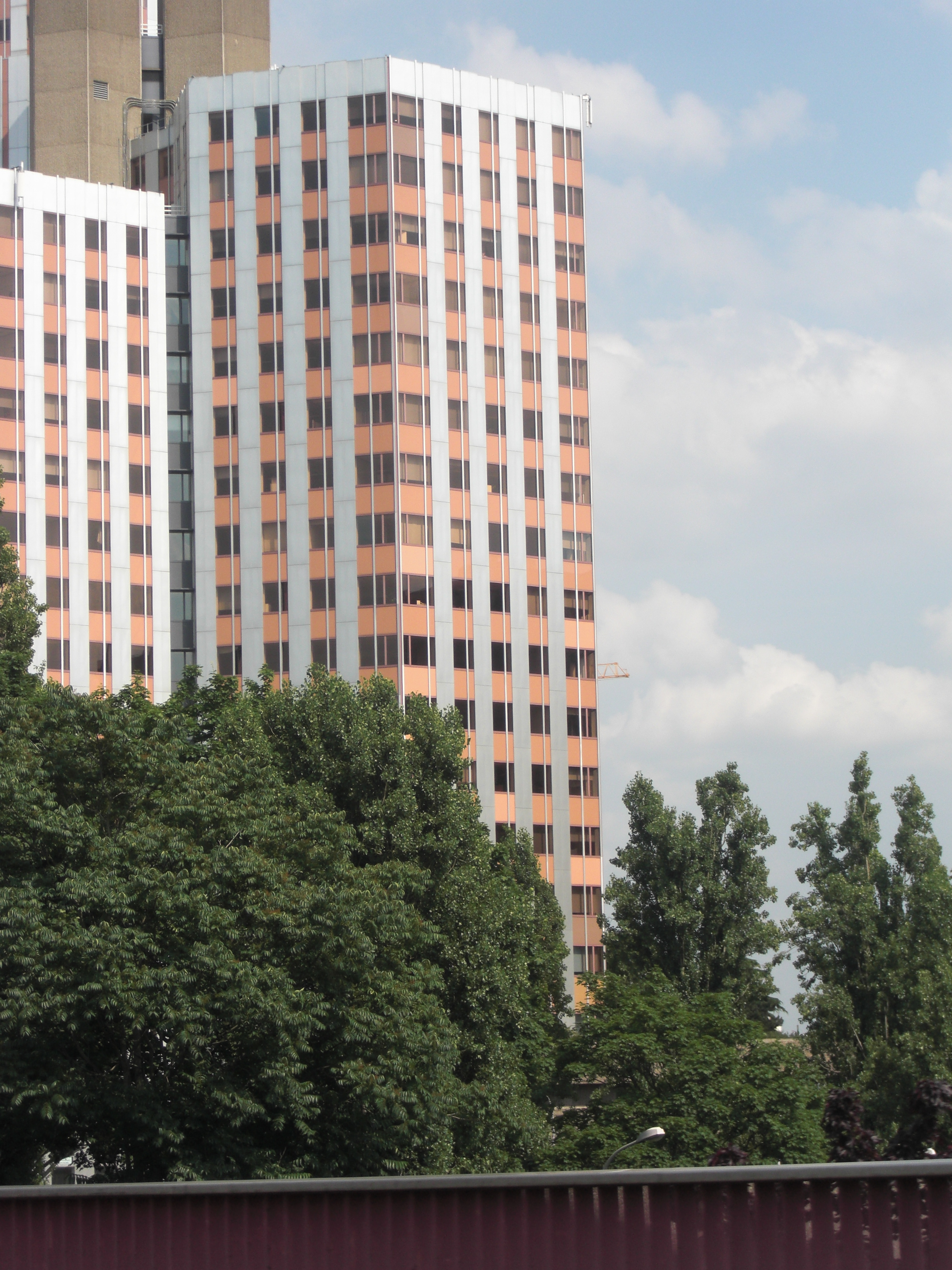
Tours du Pont de Sèvres avant la rénovation.
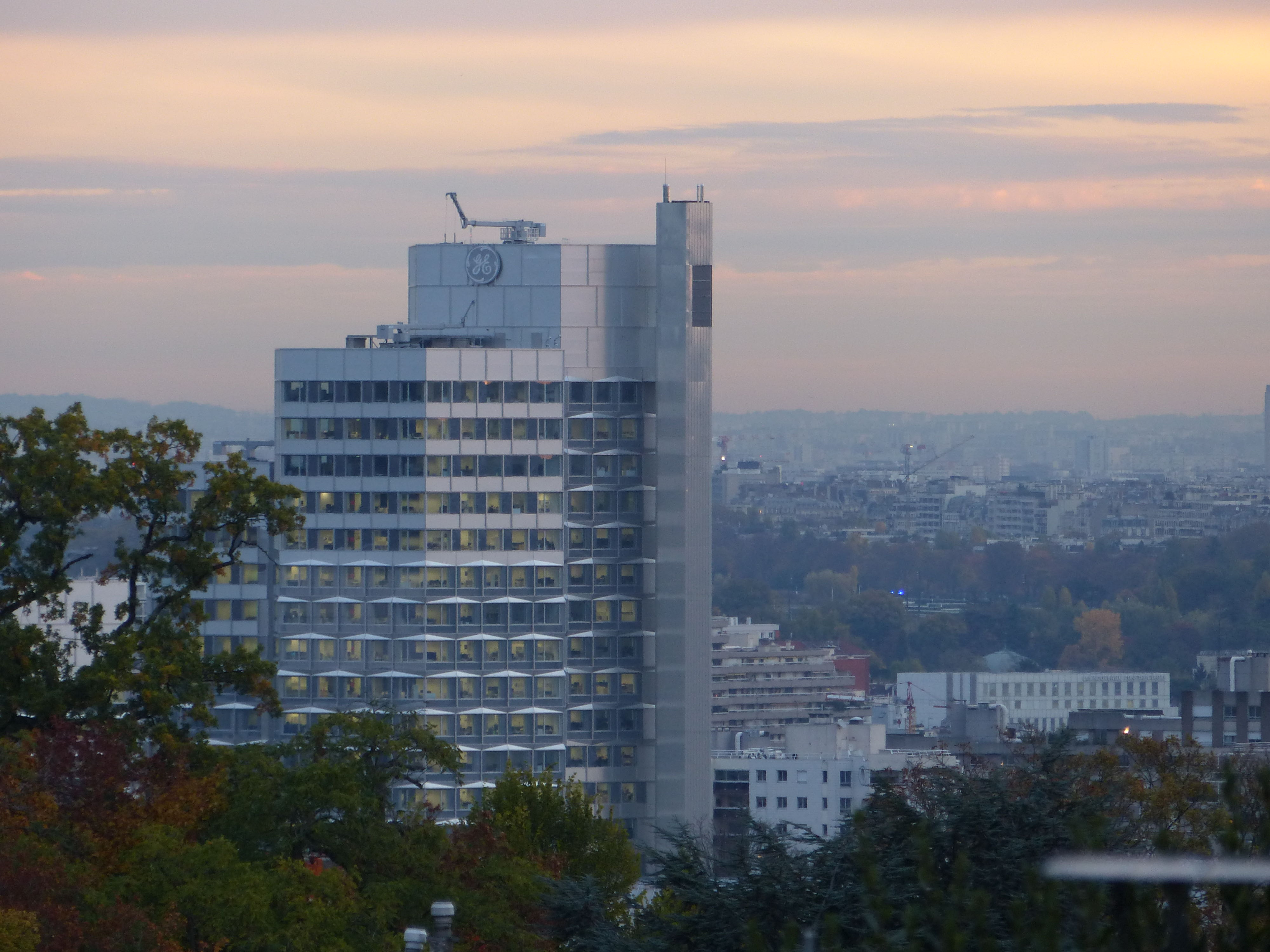
Tours Citylights vues depuis le quartier de Bellevue à Meudon.
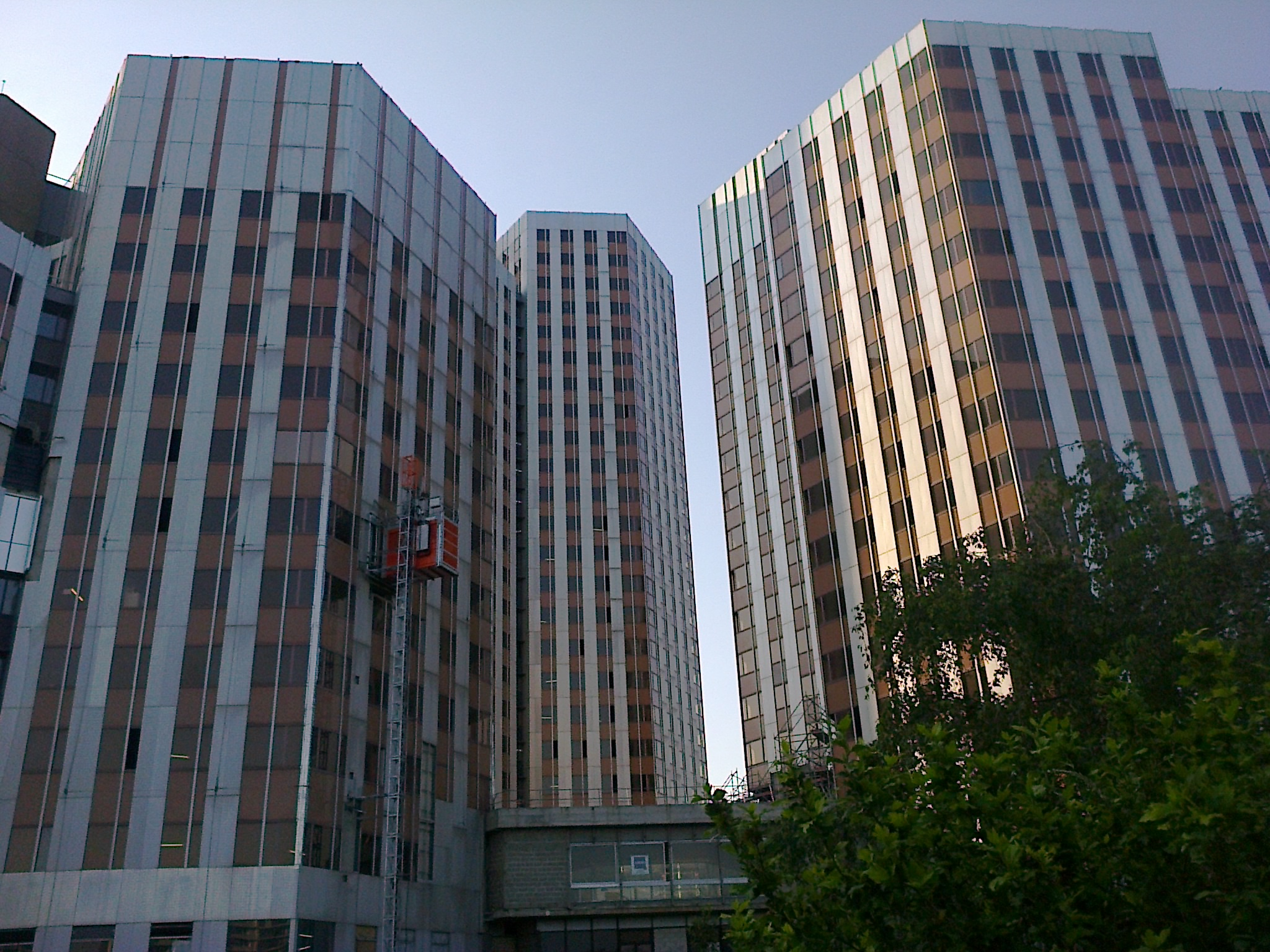
La tour Vendôme.